# Saint-Julien-de-Crempse
Pour les articles homonymes, voir Saint-Julien.
Saint-Julien-de-Crempse est une ancienne commune française située dans le département de la Dordogne, en région Nouvelle-Aquitaine.
Au 1er janvier 2019, elle est intégrée à la commune nouvelle d'Eyraud-Crempse-Maurens en tant que commune déléguée.

## Géographie

### Généralités

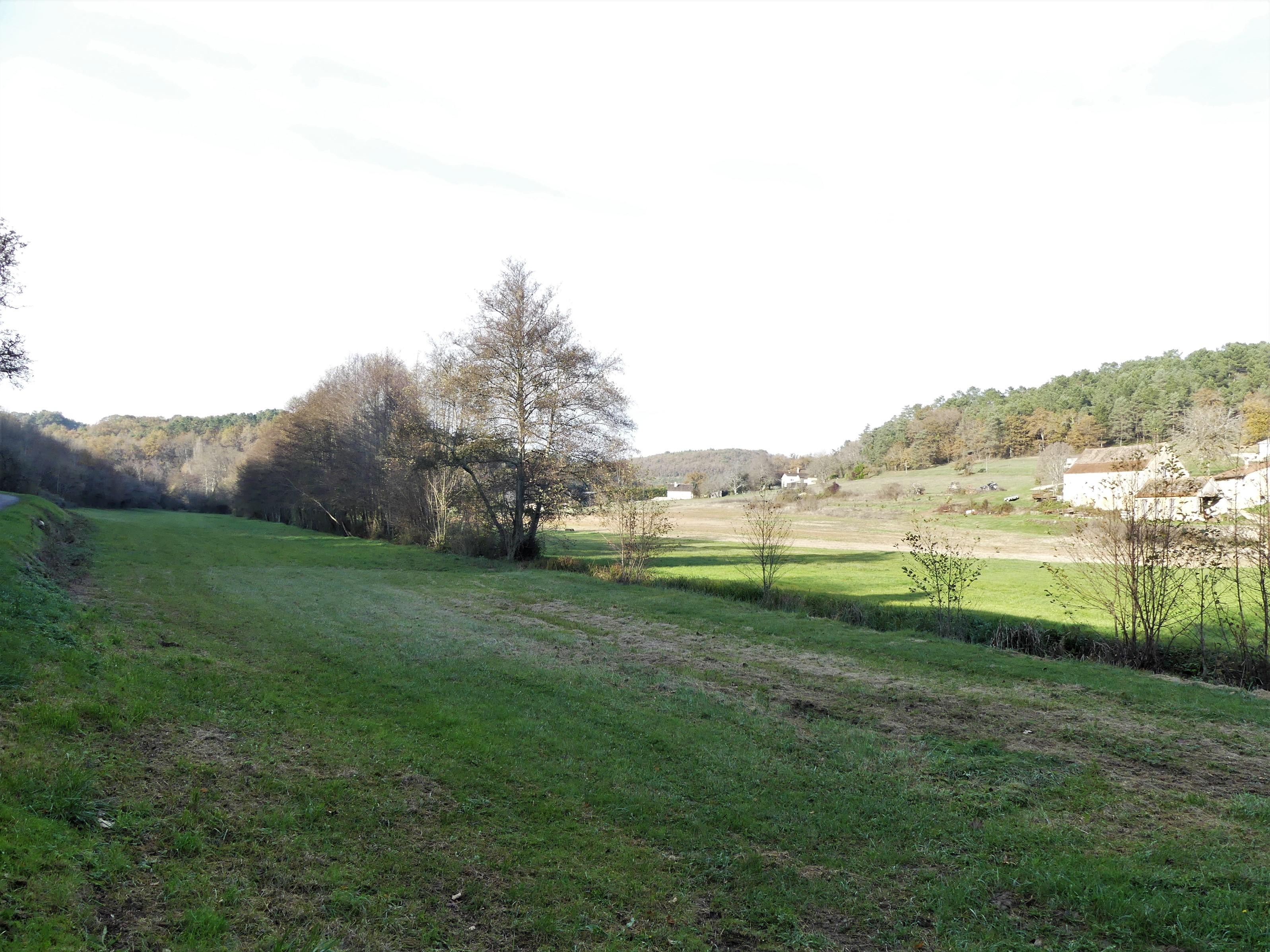
La vallée du Galinat au nord du lieu-dit la Roque.

Située dans le quart sud-ouest du département de la Dordogne, en limite du Bergeracois et du Landais, et dans l'aire d'attraction de Bergerac, la commune déléguée de Saint-Julien-de-Crempse s'étend sur 11,18 km2. Représentant la partie nord-est de la commune nouvelle d'Eyraud-Crempse-Maurens, elle est bordée à l'est sur 500 mètres par le Galinat, un ruisseau affluent du Caudeau. La rivière la Crempse dont le nom se retrouve dans celui de la commune est étrangement absente du territoire communal. Elle passe en fait trois kilomètres plus au nord, sur le territoire de Montagnac-la-Crempse.
L'altitude minimale avec 87 mètres se trouve localisée à l'est, au lieu-dit la Roque, là où le Galinat quitte la commune et entre sur celle de Campsegret. L'altitude maximale avec 188 mètres est située à l'extrême nord-ouest, au nord du lieu-dit Font de la Gabiole, en limite de Montagnac-la-Crempse. Sur le plan géologique, le sol est principalement composé de calcaires du Crétacé et de sables, argiles et graviers éocènes.
Le bourg de Saint-Julien-de-Crempse se situe en distances orthodromiques, sept kilomètres au sud de Villamblard et douze kilomètres au nord-nord-est de Bergerac.
La commune est desservie par la route départementale 107 qui passe moins d'un kilomètre à l'ouest du bourg.
Entre Montagnac-la-Crempse et Maurens, le GR 654 traverse sur quatre kilomètres et demi le territoire communal du nord-est à l'ouest, passant en bordure du bourg de Saint-Julien-de-Crempse.

### Communes limitrophes

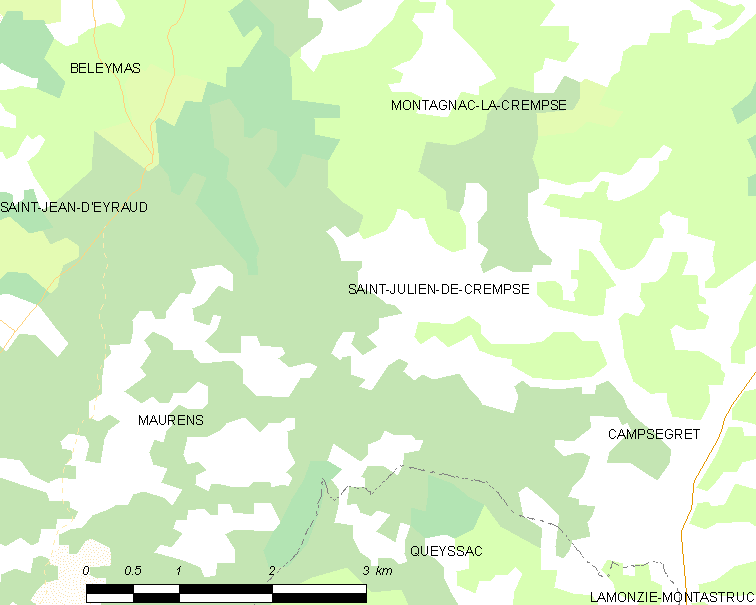
Carte de Saint-Julien-de-Crempse et des communes avoisinantes en 2018, avant la création de la commune nouvelle d'Eyraud-Crempse-Maurens.

En 2018, année précédant la création de la  commune nouvelle d'Eyraud-Crempse-Maurens, Saint-Julien-de-Crempse était limitrophe de six autres communes dont, au nord-ouest, Saint-Jean-d'Eyraud sur moins de 100 mètres et Beleymas sur 350 mètres.
| Beleymas, Saint-Jean-d'Eyraud | Montagnac-la-Crempse    |            |
| Maurens                       | Saint-Julien-de-Crempse | Campsegret |
|                               | Queyssac                |            |

## Urbanisme

### Villages, hameaux et lieux-dits

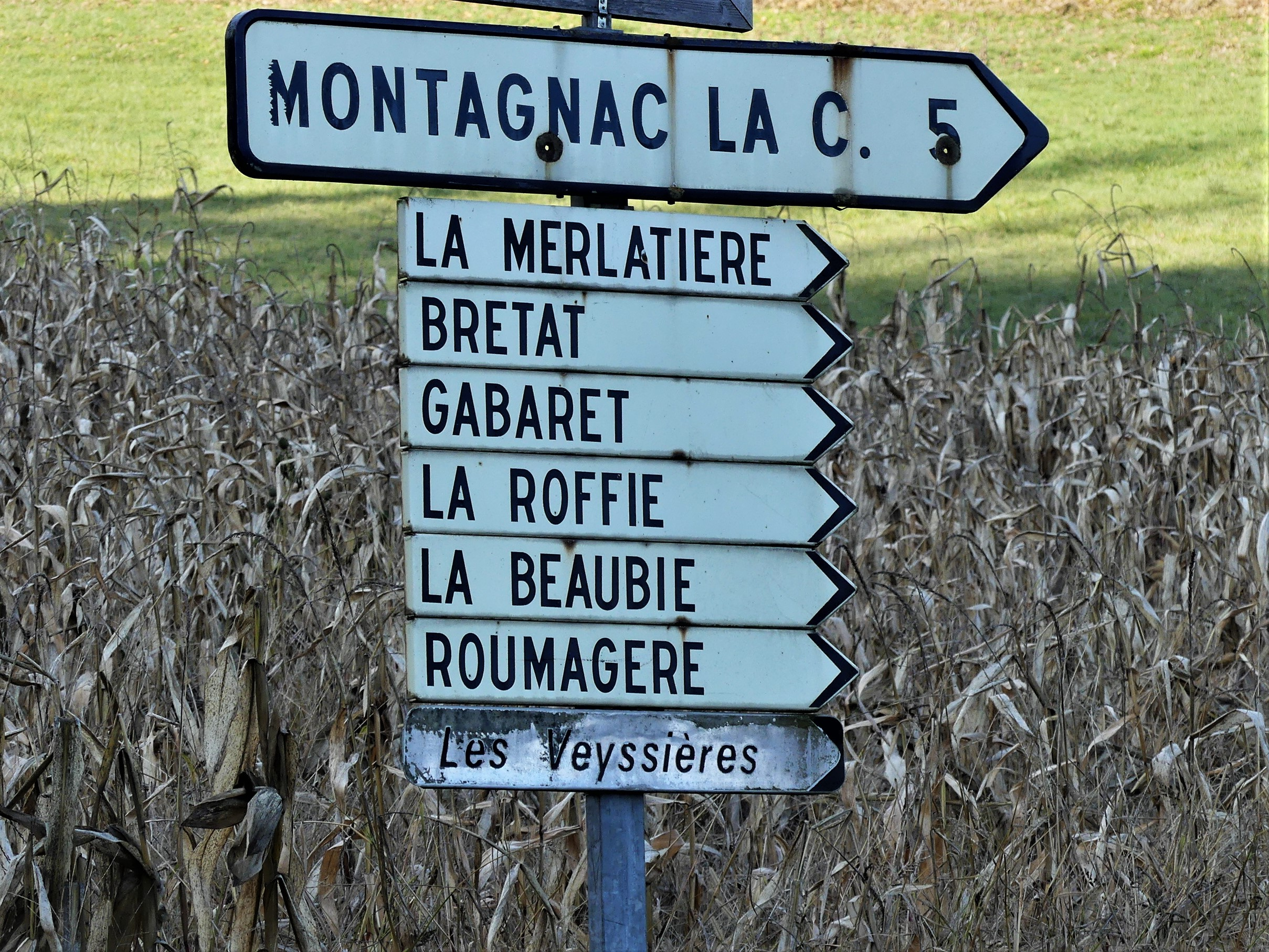
Panneaux de lieux-dits.

Outre le petit bourg de Saint-Julien-de-Crempse proprement dit, le territoire se compose d'autres villages ou hameaux, ainsi que de lieux-dits :
- la Beaubie
- Bonnetout
- Bretat
- Campiat
- le Cayre
- le Colombier
- la Croix de Menaut
- la Cros
- la Fargaudie
- Fontaine de la Gabiole
- Froment
- Gabaret
- Gantou
- le Grand Reclaud
- le Grand Vignoble
- les Jarthes
- Maine de Lafont
- la Malvinie
- Martissou
- le Mas
- la Merlatière
- Monde
- le Moulin de Canterane
- la Pelisserie
- le Pey
- les Pradasques
- les Quatre Routes
- le Roc
- la Roffie
- la Roque
- Roumagère
- le Sepet
- la Sudrie
- le Terme
- les Trois Ty
- la Tuilière
- les Vayssières.

## Toponymie
La première mention écrite connue du lieu, Sanctus Julianus la Crempsa, apparaît en 1365,. Il est identifié sous le nom de Sanctus Julianus en 1382, de Saint-Juilhe au XVIe siècle et Saint-Julhien en 1746,.
Le nom de la commune fait référence à saint Julien, martyr chrétien au début du IVe siècle, la seconde partie du nom correspondant à la Crempse, rivière proche.
En occitan, la commune porte le nom de Sent Júlian de Cremsa.

## Histoire

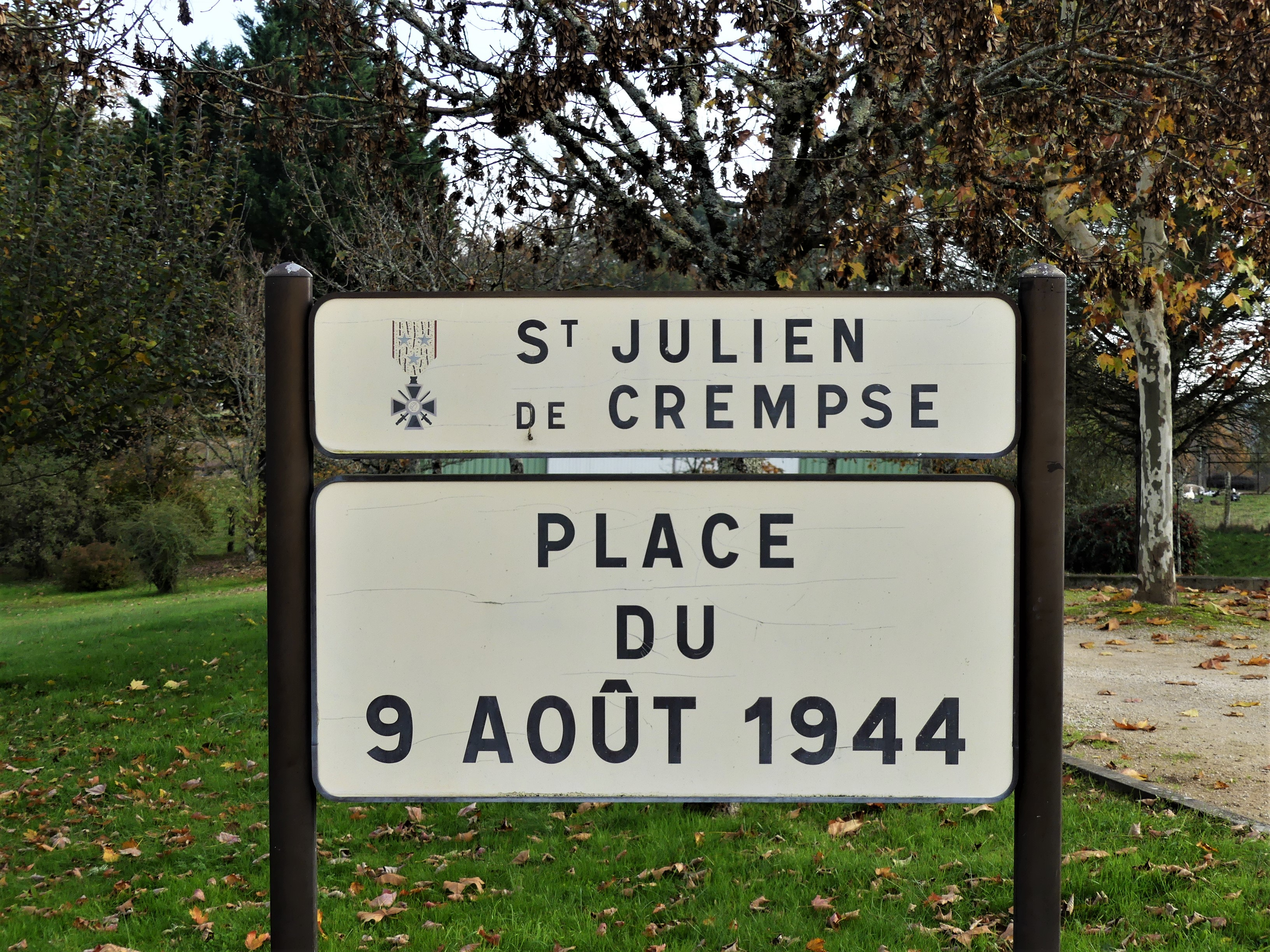
Panneau arborant la croix de guerre 1939-1945 attribuée à la commune.

Les vestiges retrouvés au lieu-dit Gantou démontrent une occupation humaine du territoire communal à l'époque paléolithique.
Au XIVe siècle, Saint-Julien était une paroisse dépendant de la châtellenie de Roussille.
Au cours de la Seconde Guerre mondiale, la campagne environnante a été le refuge d'une soixantaine de cellules distinctes de la Résistance française. Saint-Julien a été un abri pour les résistants, et un maquis y avait sa base. Le 9 août 1944, des centaines de soldats allemands ceinturent le bourg et engagent le combat contre 80 maquisards, dont neuf perdent la vie. Le même jour, en représailles, les Allemands exécutent dix-sept villageois de Saint-Julien. Le 10 septembre 1944, dix-sept prisonniers de guerre allemands, soldats des transmissions de la Wehrmacht emprisonnés à la caserne Davoust de Bergerac, sont rassemblés près de Saint-Julien par des membres de la Résistance et exécutés par vengeance,. Le 4 novembre 2003, leurs restes sont exhumés et transférés au cimetière militaire allemand de Berneuil, en Charente-Maritime.
La commune a été décorée de la croix de guerre 1939-1945 le 11 novembre 1948, distinction également attribuée à dix-huit autres communes de la Dordogne.
Au 1er janvier 2019, la commune fusionne avec Laveyssière, Maurens et Saint-Jean-d'Eyraud pour former la commune nouvelle d'Eyraud-Crempse-Maurens. À cette date, les quatre communes fondatrices deviennent communes déléguées.

## Politique et administration

### Rattachements administratifs et électoraux
Dès 1790, la commune de Saint-Julien-de-Crempse est rattachée au canton de Montagnac qui dépend du district de Bergerac jusqu'en 1795, date de suppression des districts. En 1801, le canton est rattaché à l'arrondissement de Bergerac. Le canton de Montagnac est ensuite renommé en canton de Villamblard l'année suivante, à la suite du transfert du chef-lieu de canton depuis Montagnac vers Villamblard.
Dans le cadre de la réforme de 2014 définie par le décret du 21 février 2014, ce canton disparaît aux élections départementales de mars 2015. La commune est alors rattachée électoralement au canton du Périgord central.
En 2017, Saint-Julien-de-Crempse est rattachée à l'arrondissement de Périgueux,.

### Intercommunalité
Fin 2001, Saint-Julien-de-Crempse intègre dès sa création la communauté de communes du Pays de Villamblard. Celle-ci disparaît au 31 décembre 2016, remplacée au 1er janvier 2017 par la communauté de communes Isle et Crempse en Périgord.

### Administration municipale
La population de la commune étant comprise entre 100 et 499 habitants au recensement de 2011, onze conseillers municipaux ont été élus en 2014,. Ceux-ci sont membres d'office du  conseil municipal de la commune nouvelle d'Eyraud-Crempse-Maurens, jusqu'au renouvellement des conseils municipaux français de 2020.

### Liste des maires puis maires délégués

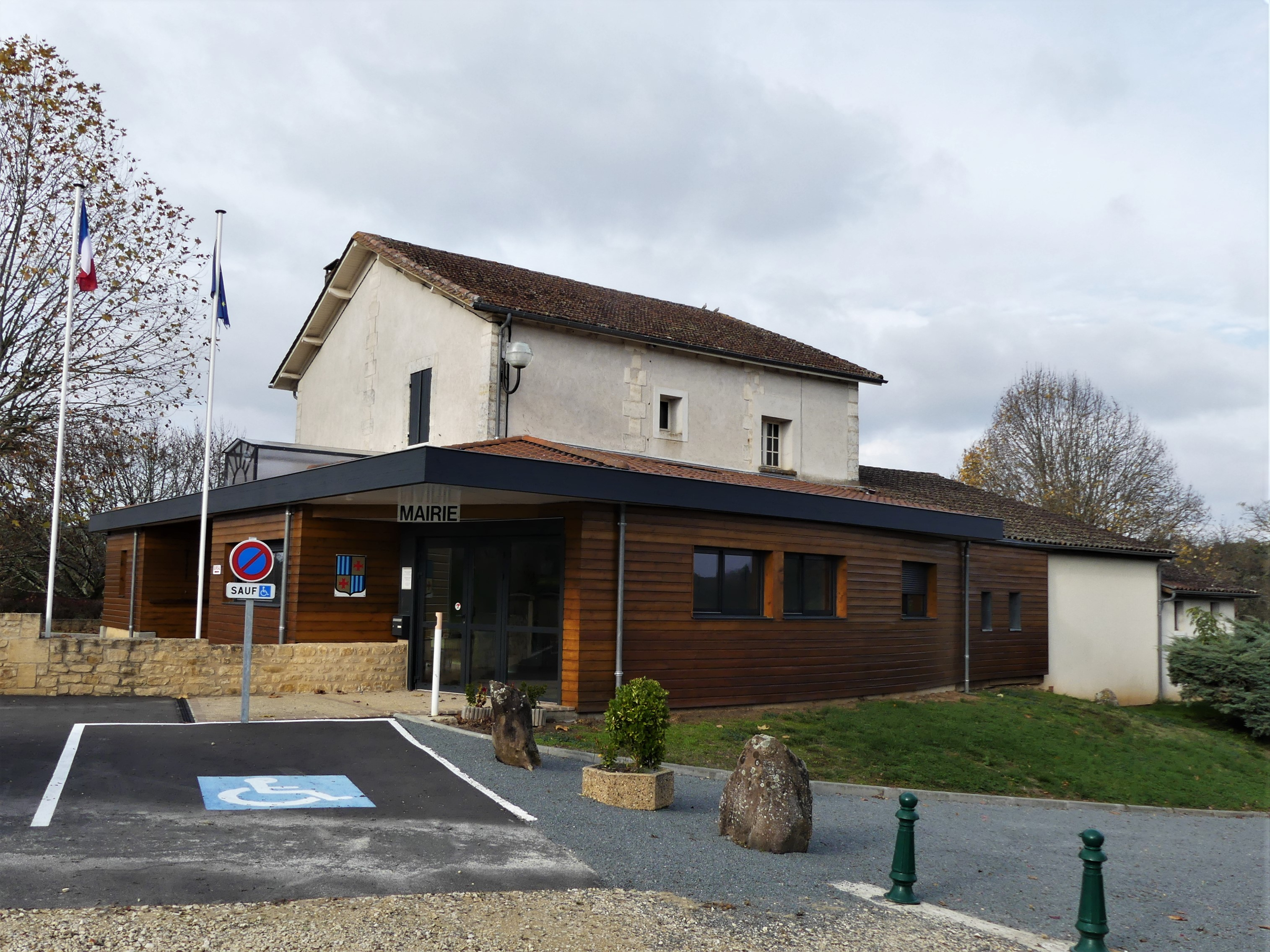
La mairie en 2018.

| Période                                  | Période       | Identité               | Étiquette | Qualité                       |
| ---------------------------------------- | ------------- | ---------------------- | --------- | ----------------------------- |
| Les données manquantes sont à compléter. |               |                        |           |                               |
| 1793                                     | 1796          | Jean Vinceant          |           |                               |
| 1796                                     | 1797          | Pierre Arnoulh         |           |                               |
| 1797                                     | 1800          | Élie Labatut           |           |                               |
| 1800                                     | 1804          | Pierre Peyrot          |           |                               |
| 1804                                     | 1811          | Pierre Labatut         |           |                               |
| 1811                                     | 1813          | Jean-André Champarnaud |           |                               |
| 1813                                     | 1818          | François de Tessières  |           |                               |
| 1818                                     | 1820          | Pierre Labatut         |           |                               |
| 1820                                     | 1832          | François de Tessières  |           |                               |
| 1832                                     | 1851          | Jean Peyrot            |           |                               |
| 1851                                     | 1869          | L. Crabanat            |           |                               |
| 1869                                     | 1874          | Alfred Chaumeil        |           |                               |
| 1874                                     | 1878          | L. Crabanat            |           |                               |
| 1878                                     | 1886          | Alfred Chaumeil        |           |                               |
| 1886                                     | 1890          | Jean Laurière          |           |                               |
| 1890                                     | 1907          | Alfred Chaumeil        |           |                               |
| 1907                                     | 1908          | Jean Rebinguet         |           |                               |
| 1908                                     | 1912          | Ernest Chaumeil        |           |                               |
| 1912                                     | 1919          | Jacques Albre          |           |                               |
| 1919                                     | 1921          | François Mompetit      |           |                               |
| 1921                                     | 1929          | Ernest Chaumeil        |           |                               |
| 1929                                     | 1935          | Albert Chadourne       |           |                               |
| 1935                                     | 1947          | André Faure            |           |                               |
| 1947                                     | 1968          | Jean Bouchilloux       |           |                               |
| 1968                                     | 1997          | Marcel Roger Desages   |           |                               |
| 1997                                     | 2004          | Yves Blondit           |           |                               |
| 2004                                     | mars 2008     | Alain Baumes           |           | Retraité                      |
| mars 2008                                | décembre 2018 | Annick Gay             | SE        | Assistante dentaire retraitée |

| Période      | Période  | Identité              | Étiquette | Qualité                                                                             |
| ------------ | -------- | --------------------- | --------- | ----------------------------------------------------------------------------------- |
| janvier 2019 | mai 2020 | Annick Gay            |           | Assistante dentaire retraitée Ancienne maire de Saint-Julien-de-Crempse (2008-2018) |
| mai 2020     | En cours | Jean-Pierre Victorien |           |                                                                                     |

### Instances judiciaires
Dans les domaines judiciaire et administratif, Saint-Julien-de-Crempse relève : 
- du tribunal d'instance, du tribunal de grande instance, du tribunal pour enfants, du conseil de prud'hommes, du tribunal de commerce et du tribunal paritaire des baux ruraux de Bergerac ;
- de la cour d'assises et du tribunal des affaires de Sécurité sociale de la Dordogne ;
- de la cour d'appel, du tribunal administratif et de la cour administrative d'appel de Bordeaux.

## Population et société

### Démographie
Les habitants de Saint-Julien-de-Crempse se nomment les Saint-Julienois.
En 2018, dernière année en tant que commune indépendante, Saint-Julien-de-Crempse comptait 219 habitants. À partir du XXIe siècle, les recensements des communes de moins de 10 000 habitants ont lieu tous les cinq ans (2004, 2009, 2014 pour Saint-Julien-de-Crempse). Depuis 2006, les autres dates correspondent à des estimations légales.
Au 1er janvier 2022, la commune déléguée de Saint-Julien-de-Crempse compte 203 habitants.
| 1793 | 1800 | 1806 | 1821 | 1831 | 1836 | 1841 | 1846 | 1851 |
| ---- | ---- | ---- | ---- | ---- | ---- | ---- | ---- | ---- |
| 440  | 269  | 482  | 435  | 510  | 502  | 506  | 508  | 509  |

| 1856 | 1861 | 1866 | 1872 | 1876 | 1881 | 1886 | 1891 | 1896 |
| ---- | ---- | ---- | ---- | ---- | ---- | ---- | ---- | ---- |
| 505  | 522  | 502  | 455  | 441  | 416  | 409  | 374  | 373  |

| 1901 | 1906 | 1911 | 1921 | 1926 | 1931 | 1936 | 1946 | 1954 |
| ---- | ---- | ---- | ---- | ---- | ---- | ---- | ---- | ---- |
| 353  | 343  | 294  | 296  | 250  | 245  | 219  | 213  | 202  |

| 1962 | 1968 | 1975 | 1982 | 1990 | 1999 | 2004 | 2006 | 2009 |
| ---- | ---- | ---- | ---- | ---- | ---- | ---- | ---- | ---- |
| 170  | 147  | 131  | 141  | 158  | 168  | 182  | 191  | 206  |

| 2014 | 2018 | - | - | - | - | - | - | - |
| ---- | ---- | - | - | - | - | - | - | - |
| 223  | 219  | - | - | - | - | - | - | - |

### Enseignement
Saint-Julien-de-Crempse n'a plus d'école de puis 1965. Les élèves sont dirigés vers Maurens pour la maternelle, le cours préparatoire et le CE1 ; Campsegret accueille les enfants en CE2 et en cours moyen (CM1 et CM2).

## Économie
Les données économiques de Saint-Julien-de-Crempse sont incluses dans celles de la commune nouvelle d'Eyraud-Crempse-Maurens.

## Culture locale et patrimoine

### Lieux et monuments
- Église Saint-Julien, dont les première traces connues sont au début du XIVe siècle. Celle-ci a été restaurée par le curé du village, Lolieve de Lagenèbre dans la seconde partie du XVIIIe siècle. Il a également fait construire la sacristie dans le prolongement, ainsi que le presbytère. Le sol est en pisé et une cloche date de 1629[réf. nécessaire].
- Manoir du Grand vignoble, XVIe siècle, reconverti en hôtel[26]. Un premier château se trouvait à son emplacement jusqu'au XVe siècle, moment de sa destruction par les Anglais. Il ne possédait ni tours, ni créneaux. Le plus ancien propriétaire connu se nommait M. de Conseil, président au parlement de Bordeaux. Ce bâtiment a été fortement modifié au XXe siècle pour devenir un hôtel mais la partie principale est toujours en place, sans grandes modifications.

### Héraldique
| Blason de Saint-Julien-de-Crempse | Blason  | Écartelé : aux 1er et 4e palé d'argent et d'azur, aux 2e et 3e d'or à la croix ancrée de gueules. |
| Blason de Saint-Julien-de-Crempse | Détails | Le statut officiel du blason reste à déterminer.                                                  |

## Photothèque

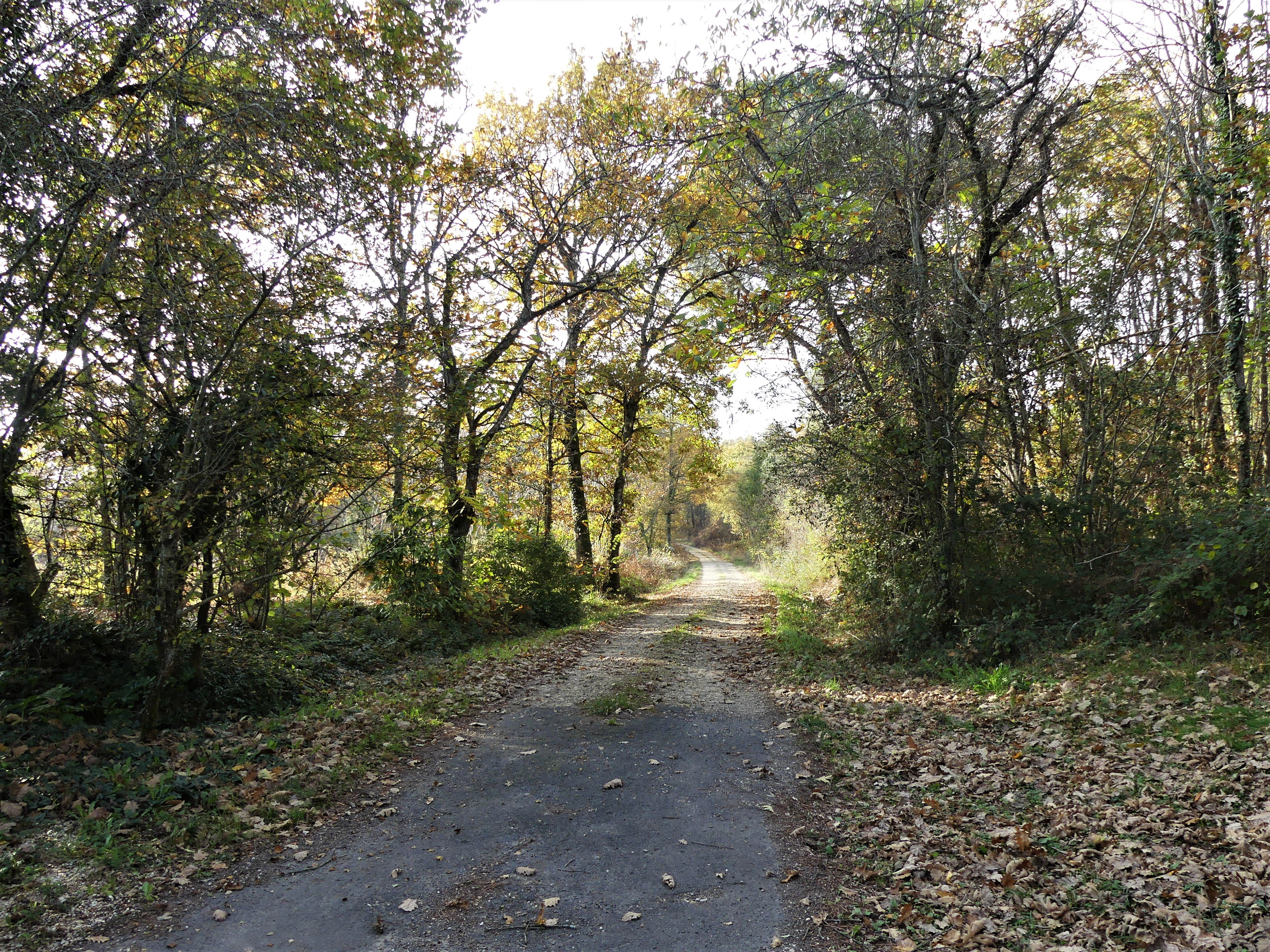
Le GR 654 près de la Croix de Menaut.
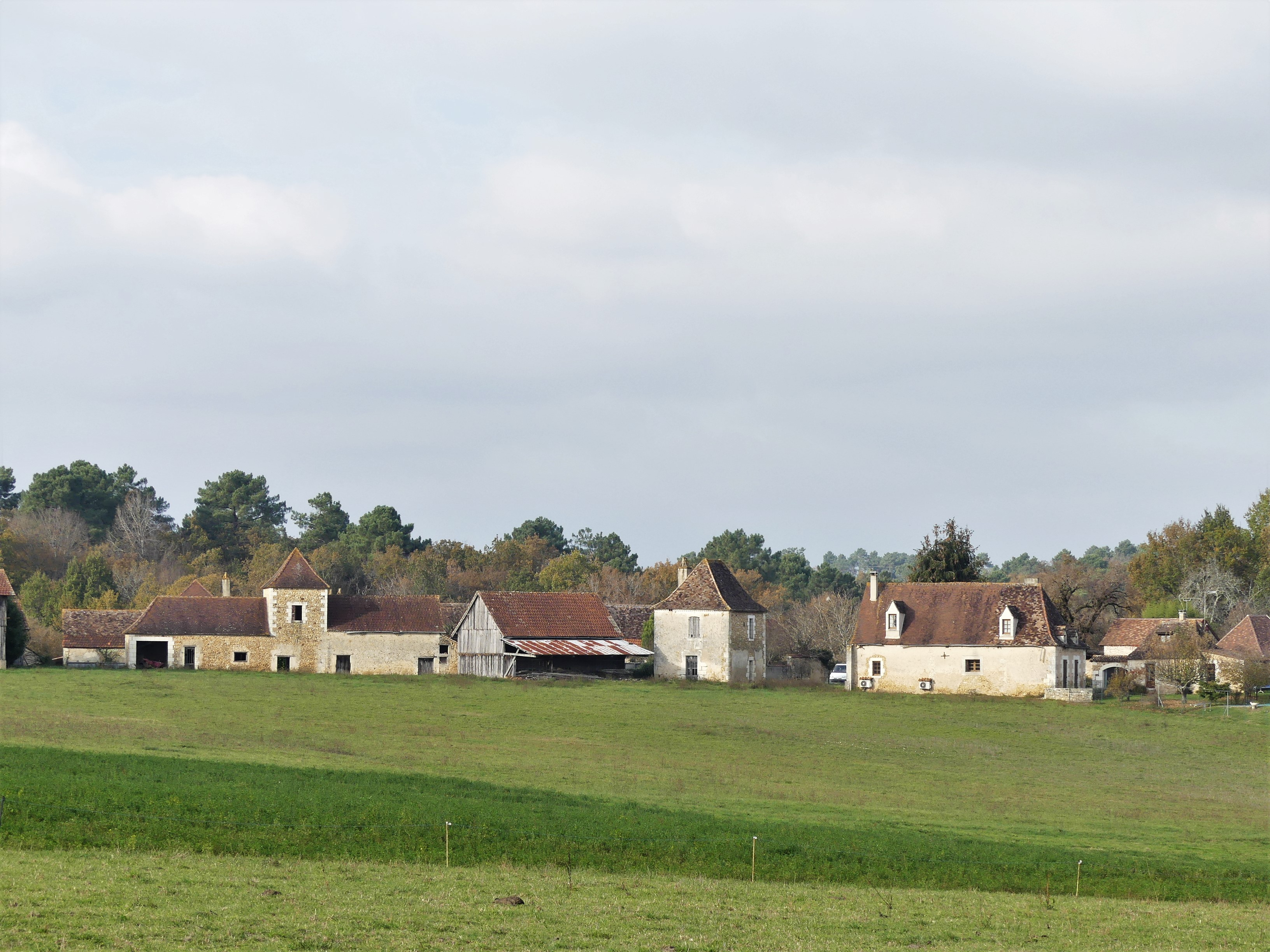
Le hameau de la Sudrie.
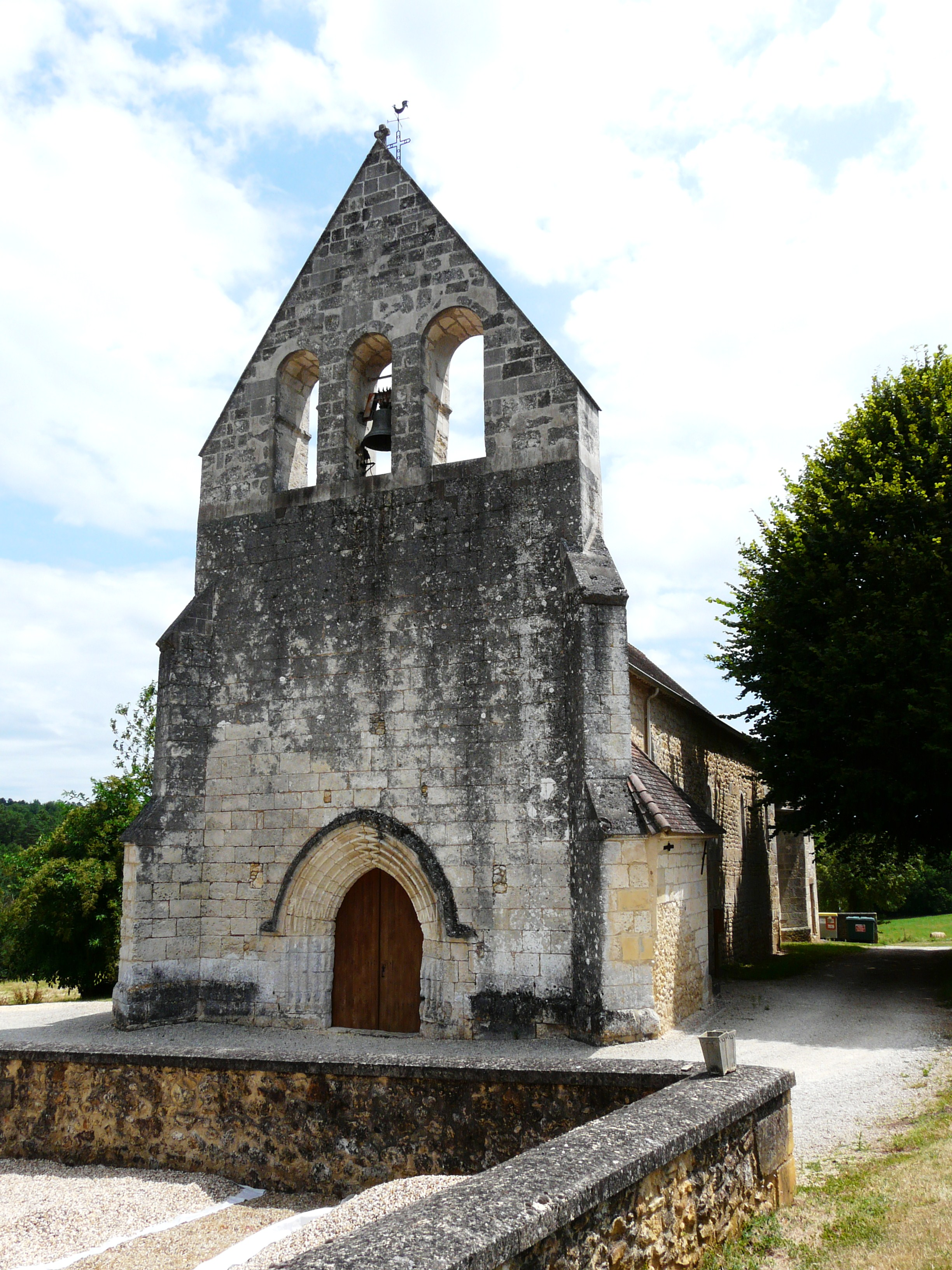
L'église Saint-Julien.
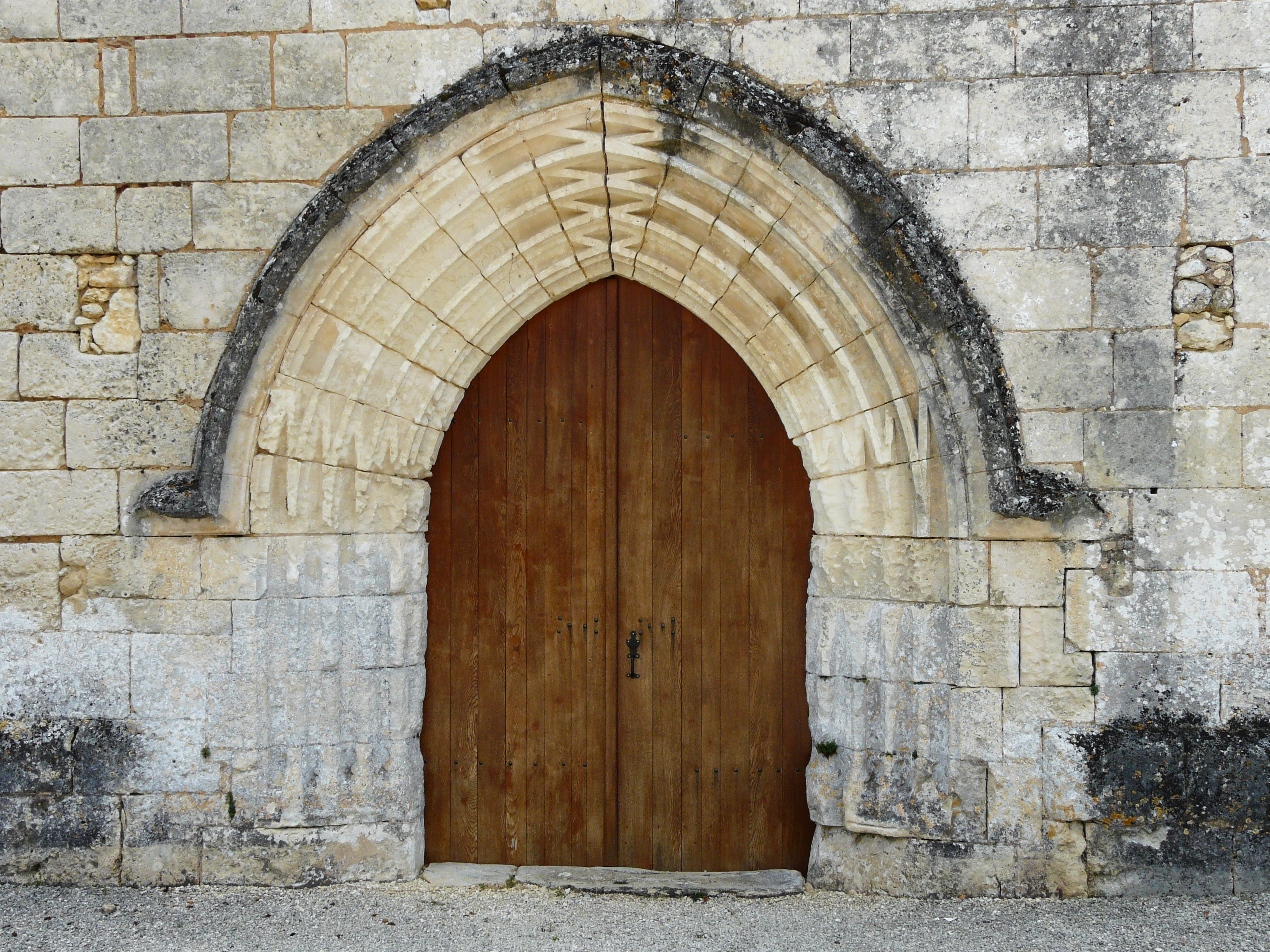
Son portail
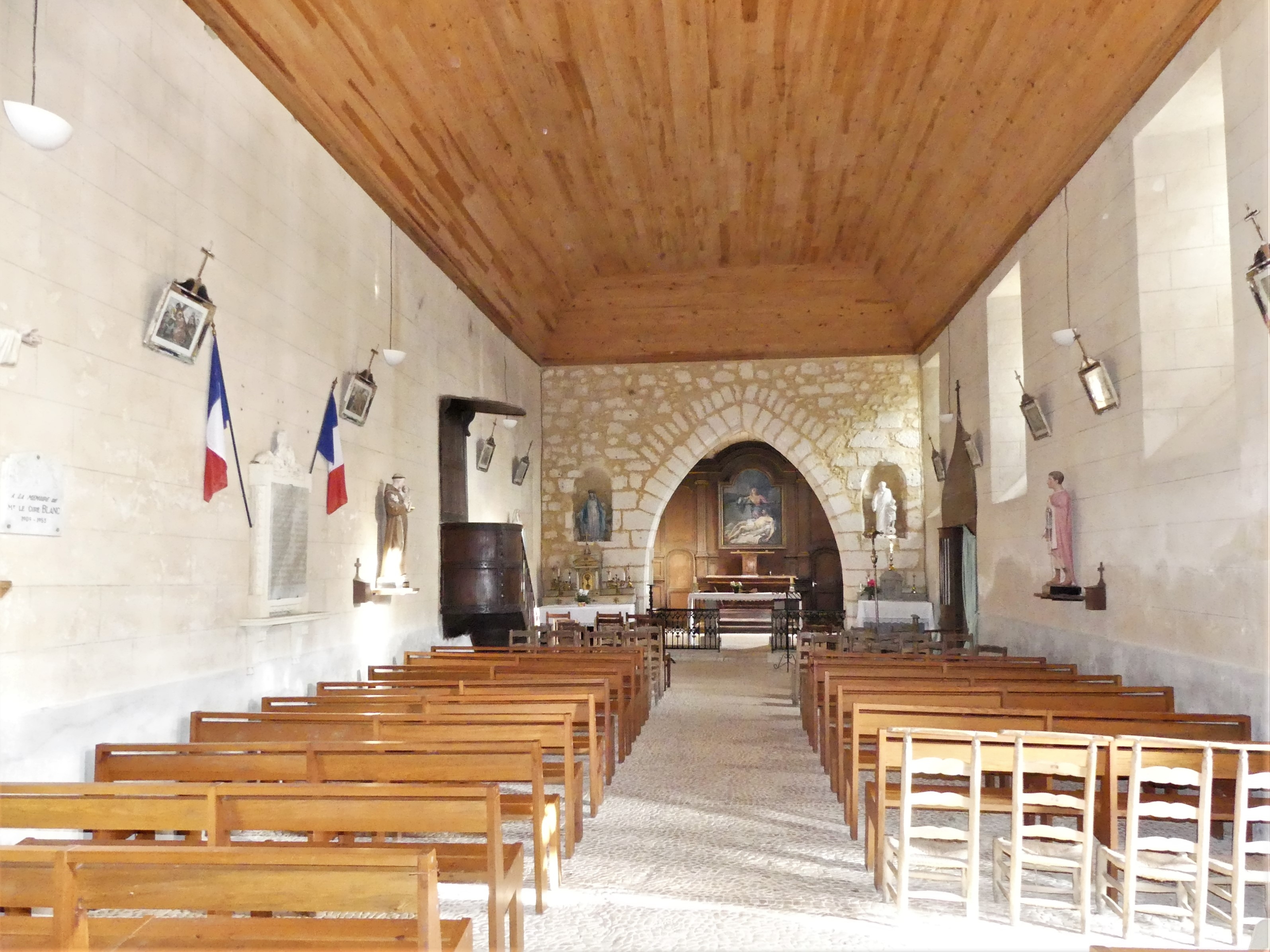
Sa nef.
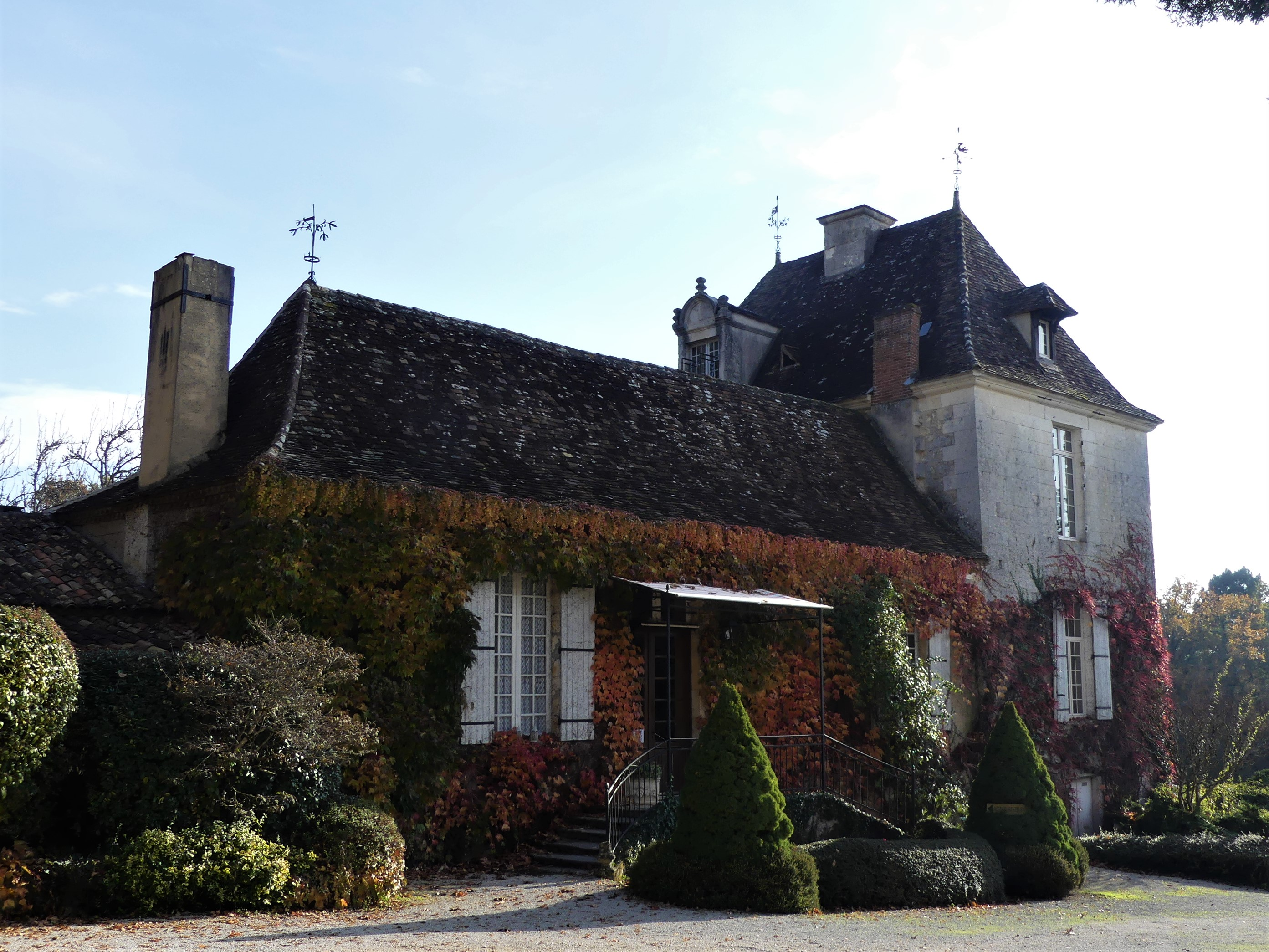
Le manoir du Grand Vignoble.
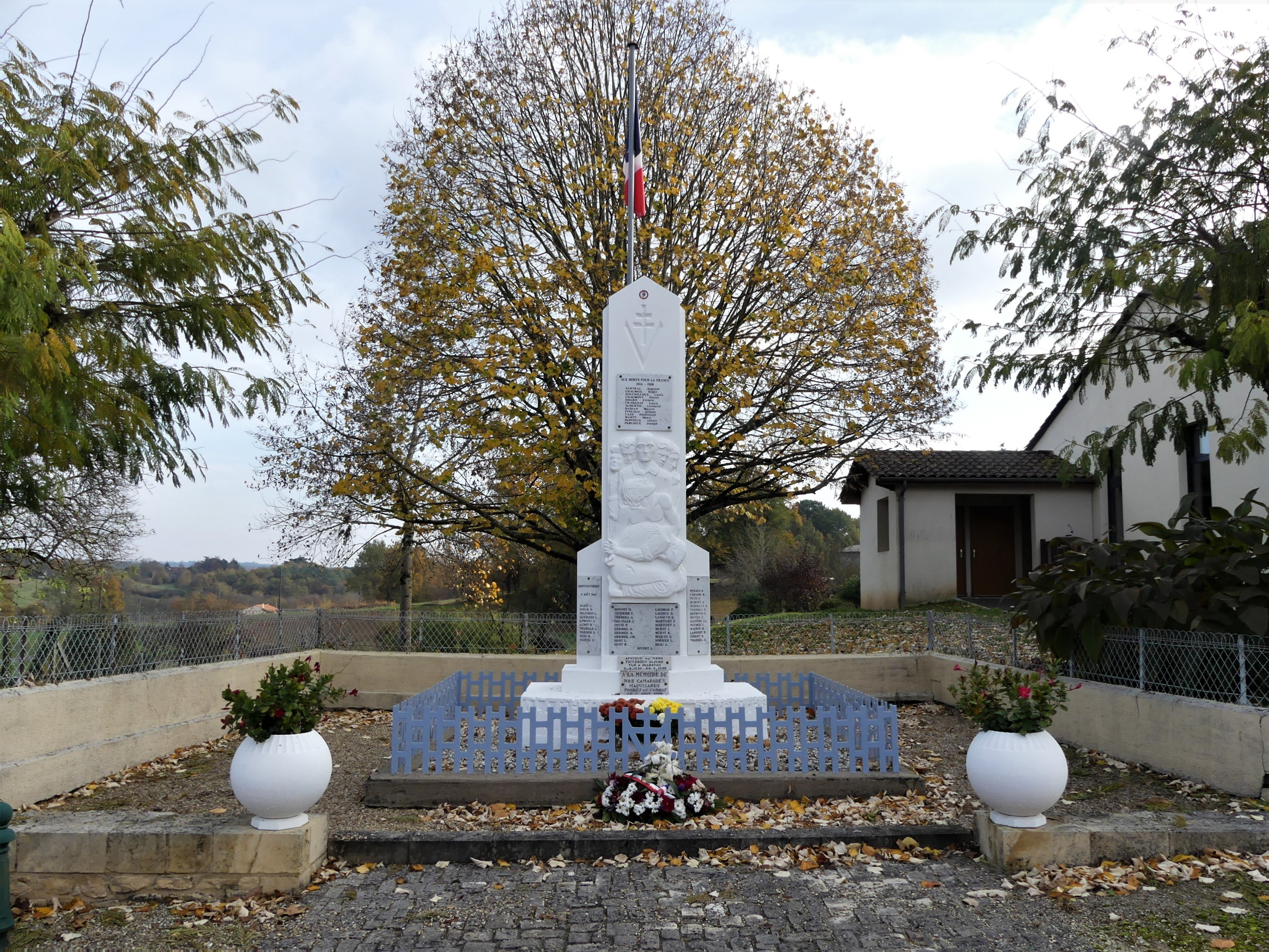
Le monument aux morts.